# باچ‌سنت‌دیوردی
باچ‌سِنت‌دیوردی (به مجاری: Bácsszentgyörgy) یک منطقهٔ مسکونی در مجارستان است که در ناحیه بایا واقع شده‌است. باچ‌سِنت‌دیوردی ۱۴٫۷۳ کیلومتر مربع مساحت و ۲۰۷ نفر جمعیت دارد.